# 怪物くん (アルバム)
『怪物くん』（かいぶつくん）は1997年1月22日に初回生産限定盤、同年1月27日に通常盤がSony Recordsから発売された爆風スランプ12枚目のオリジナル・アルバム。
初回生産限定盤には、8cmCD形態の「旅人よ〜ロイヤルフィルハーモニックオーケストラヴァージョン」が同梱された2枚組仕様となっている。オリコン10位を記録する。

## 収録曲
| 全作詞: サンプラザ中野、全編曲: 西脇辰弥、爆風スランプ。 |                                            |                |                |      |
| #                                                        | タイトル                                   | 作詞           | 作曲           | 時間 |
| 1.                                                       | 「恋愛妄想ショー」                         | サンプラザ中野 | パッパラー河合 | 3:54 |
| 2.                                                       | 「健康優良児」                             | サンプラザ中野 | ファンキー末吉 | 4:30 |
| 3.                                                       | 「旅人よ 〜The Longest Journey」           | サンプラザ中野 | パッパラー河合 | 4:16 |
| 4.                                                       | 「歌謡曲」                                 | サンプラザ中野 | パッパラー河合 | 4:46 |
| 5.                                                       | 「不思議少女ナナ」                         | サンプラザ中野 | バーベQ和佐田  | 3:05 |
| 6.                                                       | 「火山の国の真ん中で」                     | サンプラザ中野 | バーベQ和佐田  | 5:38 |
| 7.                                                       | 「ご隠居 -What's happen to The Goinkyo?-」 | サンプラザ中野 | パッパラー河合 | 4:07 |
| 8.                                                       | 「快適なスピード」                         | サンプラザ中野 | ファンキー末吉 | 4:22 |
| 9.                                                       | 「都民の歌」                               | サンプラザ中野 | パッパラー河合 | 5:32 |
| 10.                                                      | 「カンカン」                               | サンプラザ中野 | ファンキー末吉 | 5:03 |
| 11.                                                      | 「未来に絶望」                             | サンプラザ中野 | パッパラー河合 | 5:00 |
| 12.                                                      | 「どんな夢」                               | サンプラザ中野 | ファンキー末吉 | 6:45 |
| 13.                                                      | 「35才」                                   | サンプラザ中野 | ファンキー末吉 | 5:52 |
| 合計時間:                                                | 合計時間:                                  | 合計時間:      | 62:50          |      |

### 楽曲解説
1. 恋愛妄想ショー
2. 健康優良児
「旅人よ 〜The Longest Journey」カップリング曲。
3. 旅人よ 〜The Longest Journey
『進め!電波少年』猿岩石応援歌。
4. 歌謡曲
5. 不思議少女ナナ
「新しいことを始めよう」カップリング曲。
6. 火山の国の真ん中で
7. ご隠居 -What's happen to The Goinkyo?-
8. 快適なスピード
9. 都民の歌
10. カンカン
「天使の涙」のカップリング曲としてシングルカット。
「東武動物園」G-max CMソング。
11. 未来に絶望
12. どんな夢
13. 35才
本曲は元々「隠しトラック」扱いだったが次作『ハードボイルド』では正式収録されている。
河合曰く「何故シークレットにしたのか覚えていない」。